# Ognuno cerca il suo gatto
Ognuno cerca il suo gatto (Chacun cherche son chat) è un film del 1996 diretto da Cédric Klapisch.
Il film è ambientato ed è stato girato nel quartiere parigino della Bastiglia, per la precisione l'11° Arrondissement.

## Trama
Parigi: Chloe, una giovane truccatrice, è alla vigilia delle ferie e il suo problema principale è trovare una sistemazione per il suo gatto. Dopo aver provato invano ad affidarlo a molti dei suoi conoscenti, la ragazza trova la disponibilità di una vecchietta, amante degli animali e che abita nel suo stesso quartiere. Al ritorno dalle vacanze, Chloe trova un'amara sorpresa; la signora è disperata perché il gatto, da circa tre giorni, sembra essere sparito nel nulla. Chloe si dà subito da fare per trovarlo, sostenuta dall'aiuto di alcune persone, tra cui diverse signore anziane ed un ragazzo ritardato. Ma il quartiere è immenso e nessuna delle tante persone che Chloe conosce durante la ricerca sembra averlo visto; trovare il gatto non sarà facile.

## Critica
- Una colorata galleria di tipi (...) bell'esempio di cinema di strada. Commento del dizionario Morandini che assegna al film tre stelle su cinque di giudizio.[1]
- Il cinema medio francese di qualità ha prodotto un nuovo film vicino allo stile di Rohmer, ma privo del retroterra culturale del regista. Commento del dizionario Farinotti che assegna al film tre stelle su cinque di giudizio[2]
- Rotten Tomatoes assegna al film un punteggio di 7.3/10.[3]